# Liste de taxons internes à l'espèce humaine
Cet article liste les différents taxons proposés depuis le XVIIIe siècle pour subdiviser l'espèce Homo sapiens en différentes espèces, sous-espèces, races ou variétés. L'unité de l'espèce Homo sapiens étant aujourd'hui reconnue par le consensus scientifique, ces appellations sont au fil du temps devenues obsolètes,,.

## Taxons scientifiques

### Anthropologie

#### Taxons définis parCarl von Linné
Les taxons ci-dessous sont considérés aujourd'hui comme appartenant pleinement à l'espèce Homo sapiens, sans distinction de sous-espèces.
- Homo africanus niger (Linneaus, 1738)
- Homo americanus rubescens (Linneaus, 1738)
- Homo asiaticus fuscus (Linneaus, 1738)
- Homo europeanus albescens (Linneaus, 1738)
- Homo ferus (Linneaus, 1738)
- Homo sapiens afer (Linneaus, 1758)
- Homo sapiens americanus (Linneaus, 1758)[4]
- Homo sapiens asiaticus (Linneaus, 1758)
- Homo sapiens europaeus (Linneaus, 1758)[5],[6]
- Homo sapiens monstrosus (Linneaus, 1758)
- Homo sapiens troglodytes (Linneaus, 1758)

#### Taxons définis parJean-Baptiste Bory de Saint-Vincent
Les taxons ci-dessous sont considérés aujourd'hui comme appartenant pleinement à l'espèce Homo sapiens, sans distinction de sous-espèces.
- Homo japeticus (Bory de St. Vincent, 1825)
- Homo arabicus (Bory de St. Vincent, 1825)[7]
- Homo indicus (Bory de St. Vincent, 1825)
- Homo scythicus (Bory de St. Vincent, 1825)
- Homo sinicus (Bory de St. Vincent, 1825)
- Homo hyperboreus (Bory de St. Vincent, 1825)
- Homo neptunianus (Bory de St. Vincent, 1825)
- Homo australasicus (Bory de St. Vincent, 1825)
- Homo colombicus (Bory de St. Vincent, 1825)
- Homo americanus (Bory de St. Vincent, 1825)
- Homo patagonus (Bory de St. Vincent, 1825)
- Homo æthiopicus (Bory de St. Vincent, 1825)
- Homo cafer (Bory de St. Vincent, 1825)
- Homo melaninus (Bory de St. Vincent, 1825)
- Homo hottentotus (Bory de St. Vincent, 1825)[8]

### Préhistoire
- Homo sapiens neanderthalensis (King, 1864)[9],[10], aujourd'hui considéré comme une espèce différente, Homo neanderthalensis
- Homo sapiens sapiens (King, 1864)[11], aujourd'hui considéré comme une espèce sans sous-espèces, Homo sapiens
- Homo sapiens fossilis (Lartet, 1869), aujourd'hui considéré comme n'appartenant pas à une sous-espèce
- Homo capensis (Robert Broom, 1918)[12], aujourd'hui considéré comme appartenant à l'espèce Homo sapiens
- Homo sapiens cro-magnonensis (Gregory, 1921), aujourd'hui considéré comme n'appartenant pas à une sous-espèce
- Homo sapiens grimaldiensis (Gregory, 1921), aujourd'hui considéré comme n'appartenant pas à une sous-espèce
- Homo helmei (Thomas Dreyer, 1935)[13], aujourd'hui considéré comme appartenant à l'espèce Homo sapiens
- Homo sapiens rhodesiensis (Rightmire, 1983), aujourd'hui considéré comme une espèce différente, Homo rhodesiensis
- Homo sapiens idaltu (Timothy White et al., 2003)[14], aujourd'hui considéré comme une forme archaïque d'Homo sapiens

## Taxons non scientifiques
- Homo faber[15]
- Homo ludens
- Homo superior[16]